# Бакина, Ольга Владимировна
Ольга Владимировна Бакина — российский журналист, руководитель учреждений образования сферы культуры Кировской области. Кандидат филологических наук (2001), член Союза журналистов России (1987). Директор Вятского художественного училища имени А. А. Рылова (2018). Директор Вятского колледжа культуры (2019). Кавалер ордена Святой Равноапостольной княгини Ольги III степени (2003), заслуженный работник культуры Кировской области.

## Биография
Родилась 19 марта 1962 года в селе Рыбное Рыбинского района Красноярского края.
Окончила Рыбинскую среднюю школу в 1979 году.
В 1979 году поступила и в 1984 году окончила факультет журналистики Уральского государственного университета им. А. М. Горького.
После университета в 1984 году начала свою трудовую деятельность на Кировском областном радио (ГТРК «Вятка»). Будучи автором и ведущей радиопередач «Вятка православная», «Время и судьбы», «Слово» стала лауреатом всероссийских и межрегиональных телерадиофестивалей (межрегионального фестиваля «Сибирский тракт» (г.Тюмень), первого Всероссийского фестиваля «Православие на радиовещании»(г. Москва), Всероссийского фестиваля телерадиопрограмм духовной тематики «Слово плоть бысть» (г. Благовещенск) и др.).
С 1987 года член Союза журналистов России. Многолетний опыт радиопередачи «Вятка православная» признается исследователями религиозной журналистики одним из немногих в России, востребованным широкой аудиторией и послужившим становлению и развитию журналистики особого типа.
В 1998 году с открытием Кировского филиала Московского гуманитарно-экономического института приступает к организации первого в истории кировской высшей школы факультета журналистики. Будучи деканом факультета, она создала эффективную структуру управления, творческий коллектив преподавателей факультета, установила научные, методические связи с ведущими центрами журналистского образования страны (МГУ, СПбГУ, УрГУ), вошла в состав президиума Северо-Западного отделения учебно-методического Совета по специальности «журналистика».
В 2001 году защитила кандидатскую диссертацию в Санкт-Петербургском государственном университете. Кандидат филологических наук. Её диссертация была одной из первых в России на тему православных средств массовой информации: «Современная православная журналистика: опыт региональных СМИ».
По итогам областной выставки «Вятская книга года 2003» за книгу «Современная православная журналистика России» Ольга Владимировна Бакина награждена дипломом в номинации «Лучшее научное издание».
За книгу «Двадцать лет в эфире» получила звание лауреата премии «Вятский горожанин» (2008).
C 2004 года на государственной гражданской службе. При её непосредственном участии осуществлялись крупные книгоиздательские проекты по выпуску серий книг Энциклопедия земли Вятской, «Антология вятской литературы», «Народная библиотека» и др. Возглавляла отдел государственной культурной политики департамента культуры Кировской области. Являлась активной участницей процесса реализации единой государственной культурной политики на территории области и Приволжского федерального округа.
Действительный государственный советник Кировской области 2 класса (2009)
С 1 января 2010 по 11 января 2019 года — директор Кировского областного государственного бюджетного учреждения дополнительного профессионального образования «Учебно-методический центр повышения квалификации работников культуры и искусства». По её инициативе при учреждении создан научно — методический совет, основной целью которого является оказание поддержки инновационным процессам в художественном образовании. Активно действует и Совет директоров детских школ искусств (по видам искусств) Кировской области. По её предложениям реформирована работа Совета, в 2011 году на территории области созданы 13 межрайонных методических объединений детских школ искусств, руководители которых являются членами Совета.
Приказами Министерства культуры Российской федерации (2008—2013 годы) назначалась председателем Государственной аттестационной комиссии по специальности «Социально-культурная деятельность» в Кировском филиале Пермского государственного института искусства и культуры, в 2015 году — председателем Государственной аттестационной комиссии по направлению «Журналистика» в Вятском государственном гуманитарном университете.
Активно сотрудничает с Российской государственной библиотекой, является членом Совета Росинформкультуры.
В 2018 году назначена (по совместительству) директором Вятского художественного училища имени А. А. Рылова.
14.01.2019 назначена на должность директора Вятского колледжа культуры.
Автор более 40 научных работ, книг «Родина моих детей»(1987), «Современная православная журналистика России» (2003), «Двадцать лет в эфире» (2007), «Национальная традиция исповедальности в публицистическом дискурсе» (2018).
Выступала на научно-практических конференциях в Москве, Санкт-Петербурге, Иркутске, Волгограде, Саратове, Костроме, Вологде, Ульяновске, Пскове, Нижнем Новгороде, Екатеринбурге, Чебоксарах.
Является докторантом в Санкт-Петербургском государственном университете

## Награды и премии
Нагрудный знак «Почётный радист» (16.06.1996),
Орден Русской Православной Церкви — Святой Равноапостольной княгини Ольги III степени (30.12.2003),
Почётная грамота Союза журналистов России (2003, 2012),
Звание «Ветеран труда» (05.10.2004),
Благодарственное письмо Правительства Кировской области (24.10.2005),
Почётная грамота департамента культуры и искусства Кировской области (14.03.2007),
Благодарственное письмо Правительства Кировской области (01.11.2008),
Благодарственное письмо департамента культуры и искусства Кировской области (11.06.2008),
Благодарность министра культуры Российской Федерации (31.12.2009),
Почётная грамота Правительства Кировской области (27.12.2011),
Почётная грамота департамента информационной работы Кировской области (24.02.2012),
Почётная грамота Законодательного Собрания Кировской области (30.01.2014),
нагрудный знак лауреата Премии Кировской области в области литературы и искусства (21.11.2014),
почётное звание «Заслуженный работник культуры Кировской области» (11.04.2016).
Лауреат премии «Вятский горожанин».
Лауреат первого Всероссийского фестиваля «Православие на радиовещании» (г. Москва, 1995 г.),
Лауреат межрегионального фестиваля «Сибирский тракт» (г. Тюмень, 1998 г.),
Лауреат всероссийского фестиваля телерадиопрограмм духовной тематики «Слово плоть бысть» (г. Благовещенск, 2001 г.),
Дипломант российского межвузовского творческого конкурса, посвященного 2000-летию Рождества Христова (г. Санкт-Петербург, 2001 г.).
Почетный знак «За заслуги перед городом Кировом».
Почётная грамота Министерства культуры Российской Федерации (г. Москва, 18.04.2022).

## Основные темы публикаций
Православие, человек. Автор книг «Родина моих детей» (1997), «Современная православная журналистика России» (2003) ,  «Двадцать лет в эфире» (2007),
«Национальная традиция исповедальности в публицистическом дискурсе» (2018).

## Основные научные работы
Автор более 40 научных, учебно-методических работ, в том числе:
Трансформация концепта «духовность»: от кризиса культурной идентификации к интериоризации ценностей национальной культуры // Ученые записки Забайкальского государственного гуманитарно-педагогического университета им. Н. Г. Чернышевского. Серия «Филология, история, востоковедение». Чита, 2012. № 2 (43). С. 179—181.

Исповедальный дискурс как фактор культурной идентификации в контексте развития информационного пространства сферы культуры // Обсерватория культуры. М., 2013. № 1. С.99-102.

Исповедальный дискурс духовной публицистики // Вестник Вятского государственного гуманитарного университета. Киров, 2013. № 2 (2). С. 76 — 80.

Трансформация типологической модели православных средств массовой информации: от информативности к публицистичности // Известия Уральского государственного университета. Серия 1. Проблемы образования, науки и культуры. Екатеринбург, 2015. № 1(135). С. 5-11.

Субъективная позиция автора письма как компонент публицистического текста // Вестник Вятского государственного гуманитарного университета. Киров, 2015. № 5. С. 81 — 86.

Православная традиция в аксиологии журналистского творчества: к постановке вопроса // Известия Иркутского государственного университета. Серия «Политология. Религиоведение». 2015. Т.13. С. 241—248.

Дополнительное образование как основной ресурс развития сферы культуры // Обсерватория культуры. 2018. № 15(2). С. 230—237.

Типология российских православных СМИ // Журналистика. Церковь. Просвещение. Учебное пособие под ред. Г. В. Жиркова. Вып. 2. СПб., СПбГУ, 2002. С. 105—122.

Журнальный «глянец» православных изданий: диалектические вопросы формы и содержания // Средства массовой информации в современном мире. Материалы международной научной конференции. СПб., СПбГУ, 2011. С. 139—142.

Епархиальная печать в контексте преображения гуманитарных ценностей// Век информации. Медиа в современном мире. Материалы 55-го междунар. форума (21-22 апреля 2016 года) / отв. ред. С. Г. Корконосенко. 2016. № 2. — СПб. : Высшая школа журналистики и массовых коммуникаций, 2015. — С. 46 — 49.

Современная православная журналистика России. Киров, 2003. 224 с.

Национальная традиция исповедальности в публицистическом дискурсе. Киров, 2018. 208 с.

## Семья
- Муж — Виктор Бакин, писатель, журналист.
- Сын — Игнат Бакин, выпускник Уральского государственного университета имени А. М. Горького, журналист.
- Сын — Егор Бакин, выпускник Волго-Вятской Академии Государственной Службы Российской академии народного хозяйства и государственной службы при Президенте Российской Федерации, предприниматель.